# Izvanbračna zajednica
Izvanbračna zajednica je naziv za međusobni odnos dviju ili (u rijetkim slučajevima) više osoba, najčešće različitog spola, čija je svrha zajednički život i odgoj potomstva. Razni pravni sustavi rabe različite izraze za izvanbračnu zajednicu, pa se tako nerijetko upotrebljava i izraz životno partnerstvo (njem. Lebenspartnerschaft, engl. domestic partnership).
Svojim sadržajem, s izuzetkom formalnog sklapanja, u svemu odgovara braku. Pravni sustavi raznih zemalja je smatraju različitom, iako se u zapadnim zemljama 20. stoljeća može zabilježiti trend prema kome se prava i obaveze članova izvanbračne zajednice nastoje izjednačiti s pravima i obavezama bračnih parova.
Zahvaljujući naporima pokreta za prava LGBT osoba u zakonodavstvima brojnih zemalja uvedene su institucije registriranog partnerstva ili građanske zajednice kao svojevrstan hibridni oblik izvanbračne zajednice i braka; u slučajevima kada se sklapaju između osoba istog spola oni služe kao svojevrsan nadomjestak za istospolni brak. Zahvaljujući Zakonu o životnom partnerstvu osoba istog spola od 2014. u Republici Hrvatskoj priznata su formalna i neformalna životna parterstva osoba istoga spola.

## U Republici Hrvatskoj
Prema čl. 11. Obiteljskog zakona iz 2015. godine, izvanbračna zajednica neoženjenog muškarca i neudane žene koja traje duže od 3 godine, ili manje ako je u njoj rođeno dijete, stvara između partnera obveze i prava koji su izjednačeni su građanskim učincima braka. Ako je jedan od partnera u braku (s trećom osobom), ne nastaju učinci izanbračne zajednice.

## Vanjske poveznice
- Same-Sex Marriage, Civil Unions, and Domestic Partnerships topic page from The New York Times
- Domestic Partnership, Encyclopaedia Britannica
- Know Your Rights: Legal Advice for Same-Sex Couples where Marriage and/or Domestic Partnership is Illegal